# 乌克兰战后重建全国委员会
乌克兰战后重建全国委员会（羅馬化：Natsionalna rada z vidnovlennia Ukrainy vid naslidkiv viiny）是就2022年俄羅斯入侵烏克蘭戰後重建問題負責向烏克蘭總統提供建議的咨詢機構，成立於2022年4月21日。該機構的主要任務是制定乌克兰战后重建和发展计划。乌克兰总理杰尼斯·什米加尔和烏克蘭總統辦公室主任安德烈·耶尔马克出任負責人，烏克蘭各部部長以及最高拉達各委員會主席是該委員會的成員。